# ستيف تشياسون
ستيف تشياسون هو لاعب هوكي جليد كندي، ولد في 14 أبريل 1967 في باري في كندا، وتوفي في 3 مايو 1999 في رالي في الولايات المتحدة.

## وصلات خارجية
- ستيف تشياسون على موقع دوري الهوكي الوطني (الإنجليزية)
- ستيف تشياسون على موقع EliteProspects.com (الإنجليزية)
- ستيف تشياسون على موقع HockeyDB.com (الإنجليزية)
- ستيف تشياسون على موقع Hockey-Reference.com (الإنجليزية)